# Siarhiej Pielasa
Siarhiej Pielasa (biał. Сяргей Пеляса, ros. Сергей Пелеса, Siergiej Pielesa; ur. w 1976 w Łunińcu) – białoruski dziennikarz pracujący w Polsce, sekretarz prasowy, prowadzący i redaktor wielu programów i filmów dokumentalnych nadającej z Polski białoruskojęzycznej stacji telewizyjnej Biełsat TV.

## Życiorys
Urodził się w 1976 roku w Łunińcu, w rejonie łuninieckim obwodu brzeskiego Białoruskiej SRR, ZSRR. Dzieciństwo i młodość spędził w Kobryniu. Od ok. 1996 roku studiował budownictwo na Brzeskim Państwowym Uniwersytecie Politechnicznym. Działał w niezależnej organizacji młodzieżowej Młodzi Socjaldemokraci – Młoda Hramada. W 1998 roku został skreślony z listy studentów, formalnie w wyniku niezaliczenia egzaminu, jednak zdaniem Pielasy była to represja za jego działalność społeczną. Przeprowadził się do Polski. Od 2000 roku studiował na Wydziale Politologii Uniwersytetu Marii Curie-Skłodowskiej w Lublinie, który ukończył na kierunku stosunków międzynarodowych. W czasie studiów w Polsce zaczął zajmować się mediami obywatelskimi dzięki międzynarodowym projektom.
Współpracuje z nadającą z Polski białoruskojęzyczną stacją telewizyjną Biełsat TV od początku jej istnienia. Pełnił funkcję sekretarza prasowego stacji. W 2011 roku był redaktorem prowadzącym w sekretariacie programowym stacji. Jest wydawcą i redaktorem międzynarodowego magazynu PraSwiet, redaktorem cyklu Ludskija sprawy (pol. Ludzkie sprawy) Alaksandra Zaleuskiego oraz serii reportaży z Ukrainy pod ogólną nazwą Rewalucyja (pol. Rewolucja). Jest współautorem pomysłu i redaktorem cyklu Historyja pad znakam Pahoni (pol. Historia pod znakiem Pogoni), autorem filmu dokumentalnego-reportażu Żywie Biełaruś. Za kadram (pol. Żywie Biełaruś. Za kadrem), pokazującego przebieg realizacji filmu Krzysztofa Łukaszewicza Żywie Biełaruś!, autorem reportaży Rewalucyja on-łajn (pol. Rewolucja on-line) i współautorem reportażu Rewalucyja. Dedlajn (pol. Rewolucja. Deadline). Prowadzi program Reparter (pol. Reporter). We wrześniu 2008 roku reprezentował telewizję Biełsat TV podczas pikniku obywatelskiego na Krakowskim Przedmieściu w Warszawie.
Od 2008 do kwietnia 2014 roku pracował jako redaktor cyklu filmów dokumentalnych Niewiadomaja Biełaruś (pol. Białoruś nieznana). Wchodził w skład kierownictwa produkcji polskiego filmu Mińsk od świtu do zmierzchu z 2011 roku. Zawodowo interesuje się bezpieczeństwem międzynarodowym, problematyką wojskową i historią. Poświęca uwagę stosunkom białorusko-polskim.

## Poglądy
Zdaniem Siarhieja Pielasy Białoruś pod rządami Alaksandra Łukaszenki nie jest państwem demokratycznym. Występują na niej problemy z wolnością obywatelską, a także z białoruską kulturą i językiem, który został odsunięty w bardzo wąskie getto. Pielasa krytykuje decyzję władz z 1995 roku o zmianie symboli państwowych Białorusi (biało-czerwono-białej flagi i herbu Pogoni) na symbole nawiązujące do radzieckich. Pozytywnie natomiast odnosi się do faktu, że kraj zdołał zachować niepodległość i jest de facto podmiotem prawnym. Według niego w społeczeństwie białoruskim ukształtowała się tożsamość państwowa, należy jednak walczyć o umacnianie tożsamości narodowej Białorusinów oraz wolności obywatelskiej. Białoruś powinna odzyskać osiągnięcia lat. 90., integrować się ze strukturami europejskimi, budować demokrację i praworządność, a także stworzyć samorząd, który zdaniem Pielasy praktycznie nie istnieje.

## Nagrody
15 sierpnia 2001 roku w Cieszynie Siarhiej Pielasa otrzymał tytuł Cudzoziemskiego Mistrza Języka Polskiego na IV Sprawdzianie z języka polskiego w ramach Letniej Szkoły Języka i Kultury Polskiej Uniwersytetu Śląskiego w Katowicach. Rok później zasiadał jako honorowy członek w jury tego sprawdzianu.

## Życie prywatne
Siarhiej Pielasa jest żonaty, ma dwoje dzieci – bliźnięta córkę i syna. W wolnym czasie zajmuje się airsoftem, fotografią analogową i jazdą na rowerze.